# Könyvtár 2.0
A Könyvtár 2.0 (Könyvtár2, K2) a XXI. század eleji könyvtári szolgáltatások lazán meghatározott modellje, amelyben a szolgáltatások interaktív módon alakíthatók és vehetők igénybe. A modell a Web 2.0-s alapelvekre és közösségi alkalmazásokra épül. A hagyományos könyvtár világában az információáramlás többnyire egyirányú: a szolgáltatások a könyvtártól jutnak el a felhasználóhoz, a könyvtár által szabályozott módon. A K2 modellben a kétirányú információ-áramoltatásra helyeződik a hangsúly. A felhasználói visszajelzések, értékítéletek (feedback) és közreműködések nyomán a web-közösség akár sajátkezűleg is alakíthatja a szolgáltatást – közös munkával összedobhat például egy adatbázist. A  felhasználók, a passzív olvasói (fogyasztói) szerepkörből kilépve, közreműködhetnek az e-gyűjtemények alakításában, részt vehetnek a címkézésben, a tartalmi indexelésben, a szolgáltatásokat egyéni igényeikre át is szabhatják. A Könyvtár 2.0 pártfogói azt várják, hogy a  modell alkalmazása gyökeresen át fogja alakítani az évszázadok óta változatlan hagyományokat követő könyvtári szolgáltatásokat.

## Áttekintés
A Könyvtár 2.0 kifejezést először Michael Casey használta LibraryCrounch Archiválva 2020. november 27-i dátummal a Wayback Machine-ben blogján, a Business 2.0 és a Web 2.0 elnevezések származékaként. Casey szerint a Web 2.0-s alkalmazások sok olyan elemet tartalmaznak, amelyeket a könyvtárak – főképp a közkönyvtárak – hatékonyan hasznosíthatnak, és be is építhetik azokat mind a technológiafüggő, mind a technológiától független szolgáltatásaikba. Külön kiemelte azt, hogy a könyvtáraknak olyan stratégiát kellene követniük, amellyel készek változtatni és szüntelenül alkalmazkodni,  használóikat pedig résztvevőkké léptetik elő.
A Könyvtár 2.0 koncepciójának első  szakmai ismertetésére 2005 októberében került sor az Internet Librarian 2005 konferencián. Michael Stephens (Saint Joseph County Public Library) a tipikus könyvtári weblap eszményéhez kötötte a koncepciót.
A Könyvtár 2.0 arra törekszik, hogy a szolgáltatások fejlesztése összhangban legyen az igények  változásával. Fokozottan számít a cselekvő, csevegő, ötleteit és tapasztalatait másokkal megosztó felhasználóra.

## Alapelvek
- Böngésző + Web 2.0 alkalmazások + összekapcsolhatóság = maximálisan kihasználható OPAC
- A felhasználók bevonása mind a tervezési, mind a fejlesztési munkákba
- A felhasználók módosíthassák a könyvtárak által nyújtott szolgáltatásokat
- A cégeknek az az érdekük, hogy a könyvtárak velük kössenek üzletet, ne pedig maguknak készítsenek szoftvereket; a Könyvtár 2.0 nem egy zárt koncepció (?)
- A ciklikus frissítések modelljét felváltja a történetesség, az állandó változások követhetősége
- Mindig minden béta
- A perifériális részekről is gyűjteni és integrálni kell az ötleteket a szolgáltatási rendszerbe (?)
- Folyamatosan fejleszteni és ellenőrizni kell a szolgáltatásokat, és mihelyt feltűnik egy jobb, azonnal le kell cserélni a régit
- A merevség kudarcot szül (?)
- A Long Tail jelenségek kiaknázása[1]

## A Könyvtár 2.0 vita
A Könyvtár 2.0 fogalmát a blogoszférában vitatták meg. Sok blogger könyvtáros állította, hogy ezek az ötletek egyáltalán nem újak – részei a könyvtári szolgáltatások filozófiájának már a 19. századtól. Mások egyre több és több új ötlettel álltak elő könyvtáruk Könyvtár 2.0-ra történő átalakításához. Walt Crawford például azt hangoztatta, hogy a Könyvtár 2.0 magában foglalja az eszköz és a mentalitás kombinációját (amelyek tulajdonképpen jó, de eddig sem ismeretlen ötletek) és néhány üzleti alapokon nyugvó és eszköz-központú gondolatot (amelyek nem minden használót, illetve használói csoportot látnak el) – helytelen tehát az a gondolat, hogy a könyvtár a megfelelő forrás minden használó minden igényének kielégítésére. 
A K2 támogatói – mint Stephen Abram, Michael Stephens, Paul Miller és mások – a kritikák kapcsán kifejtették, hogy a K2 egyes elemei talán valóban nem újdonságok, ám a szolgáltatások felzárkózása és a webkettes technológiák integrálása valóban egy új könyvtáros-generációt eredményezett.
Magyarországon az első heves viták a K2 körül 2007-ben robbantak ki, javarészt a Klog néven működő virtuális központ és más, következő generációs könyvtárosok megjelenésével.

## Külső források
- KIT Könyvtár 2.0-s hírcsokra
- A 2.0-s könyvtáros esküje
- Filozófia és gyakorlat, avagy mi fán terem a K2, de most már tényleg…